# Ивановка (Эртильское городское поселение)
Ивановка — посёлок в Эртильском районе Воронежской области.
Входит в состав городского поселения Эртиль.

## География
В посёлке имеется одна улица — Северная.

## Население
| 2000 | 2010 |
| ---- | ---- |
| 17   | ↘1   |

Население в 2005 году составило 18 человек.